# Gaddekannur, Kolar
Gaddekannur là một làng thuộc tehsil Kolar, huyện Kolar, bang Karnataka, Ấn Độ.